# رالف إي. دياز
رالف إي. دياز (بالإنجليزية: Ralph E. Dias)‏ هو عسكري أمريكي، ولد في 15 يوليو 1950 في بنسيلفانيا في الولايات المتحدة، وتوفي في 11 نوفمبر 1969 في محافظة كوانغ نام في فيتنام.